# 能勢町
能勢町（日语：／ Nose chō */?）是位于大阪府西北端的行政區劃。轄區位於山區內，多為山林地，平均海拔高度約在200公尺，轄區內被中央區域的山區分為東西兩個區域。

## 人口
| 能勢町人口分布圖 |                                               |  |
| 能勢町與日本全國年齡別人口分布比較圖 （2005年資料） | 能勢町的年齡、男女別人口分布圖 （2005年資料） |  |
| ■紫色是能勢町 ■綠色是全国 | ■藍色是男性 ■紅色是女性                       |  |
| 能勢町人口變化 \| 1970年 \| 9,521人 \| \| \| 1975年 \| 9,749人 \| \| \| 1980年 \| 10,024人 \| \| \| 1985年 \| 10,389人 \| \| \| 1990年 \| 10,850人 \| \| \| 1995年 \| 13,876人 \| \| \| 2000年 \| 14,186人 \| \| \| 2005年 \| 12,897人 \| \| \| 2010年 \| 11,650人 \| \| \| 2015年 \| 10,256人 \| \| \| 2020年 \| 9,079人 \| \| |                                               |  |
| 資料來源：日本總務省統計中心提供之人口普查數據 |                                               |  |
| 1970年 | 9,521人                                       |  |
| 1975年 | 9,749人                                       |  |
| 1980年 | 10,024人                                      |  |
| 1985年 | 10,389人                                      |  |
| 1990年 | 10,850人                                      |  |
| 1995年 | 13,876人                                      |  |
| 2000年 | 14,186人                                      |  |
| 2005年 | 12,897人                                      |  |
| 2010年 | 11,650人                                      |  |
| 2015年 | 10,256人                                      |  |
| 2020年 | 9,079人                                       |  |

## 歷史

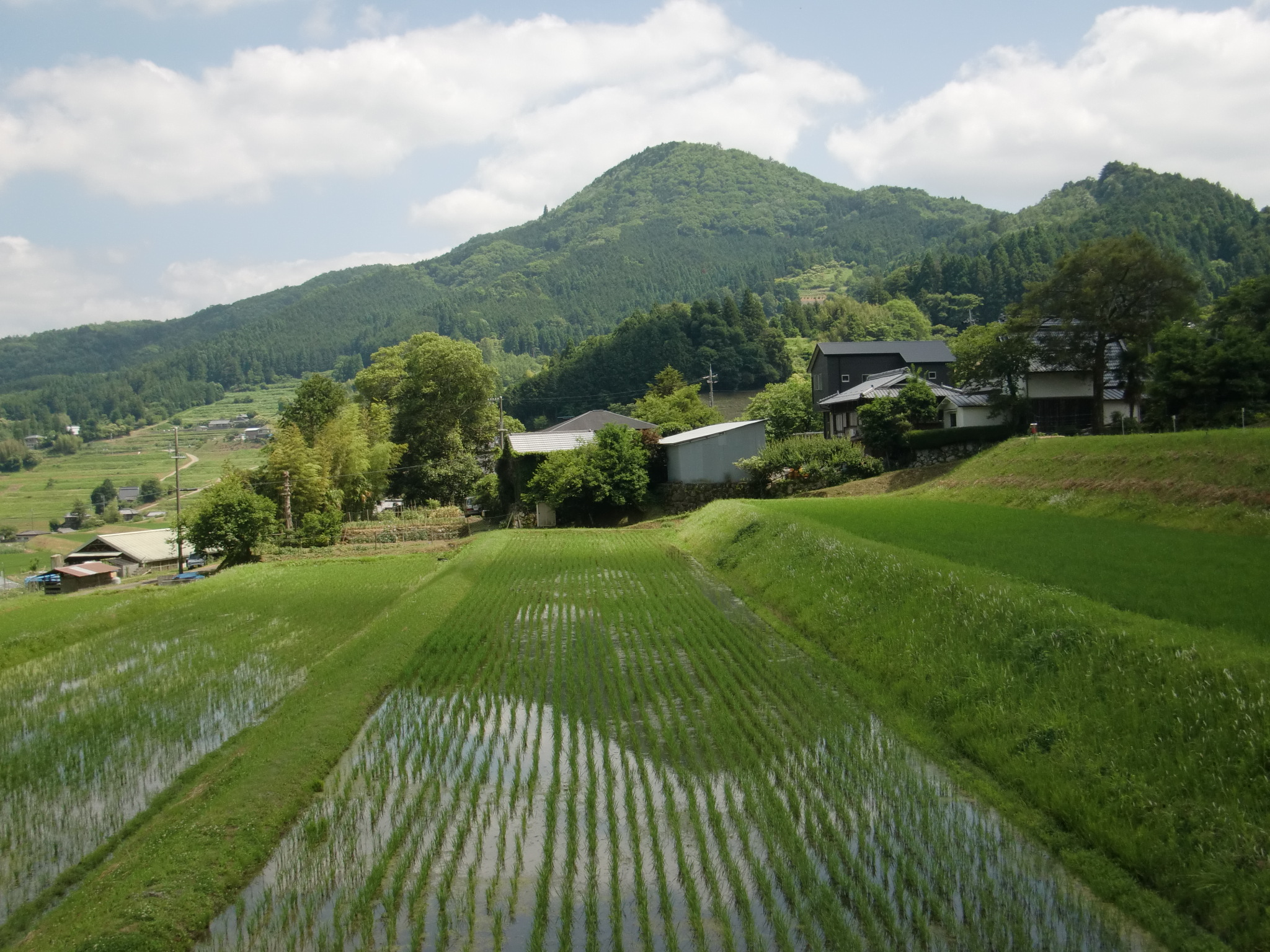
長谷梯田與三草山

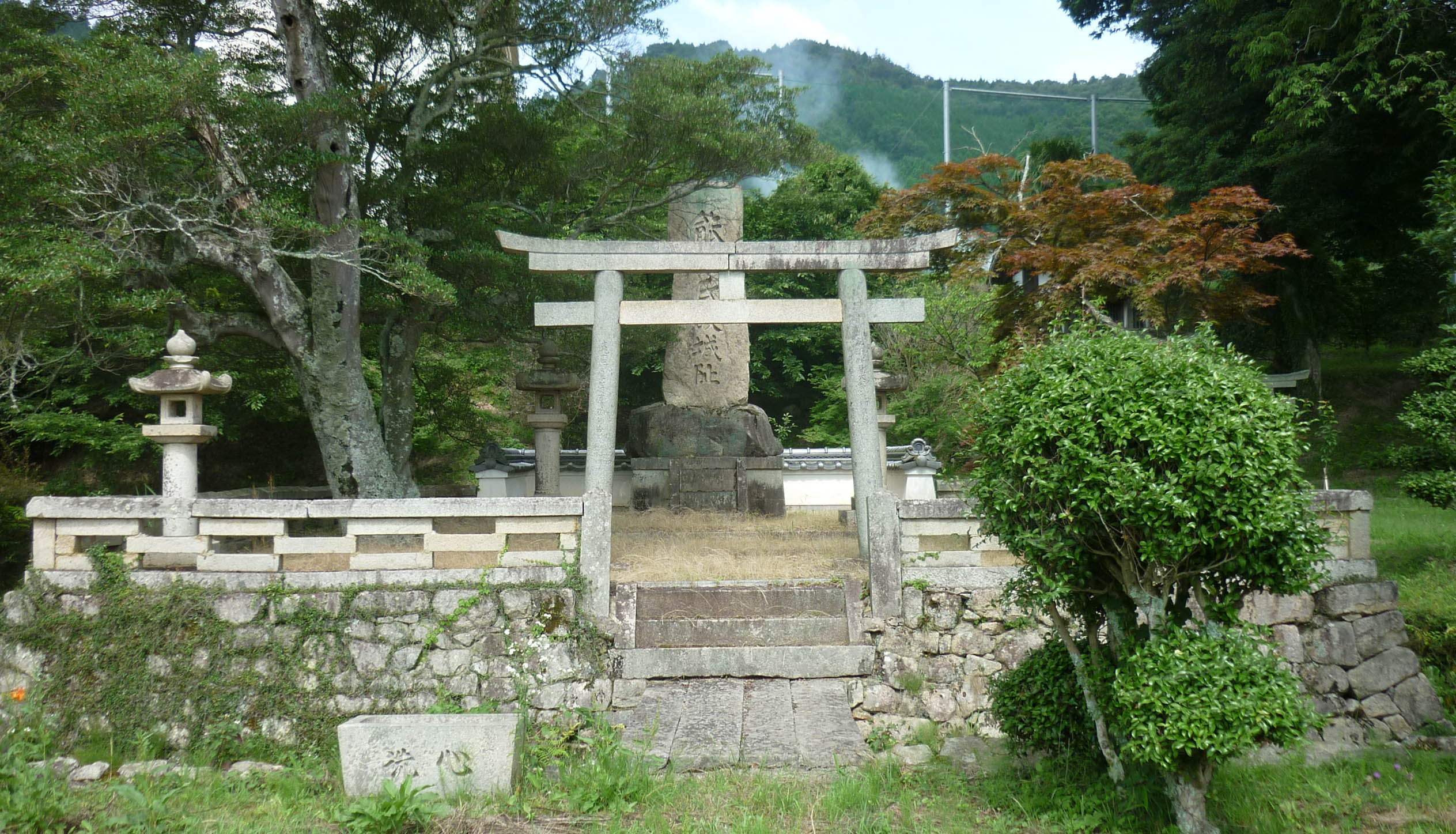
地黃城遺址

現在的能勢町轄區在令制國時代屬於攝津國能勢郡，在8世紀時郡衙曾設於此地，此後成為能勢氏的勢力範圍，曾在此建立丸山城；但在16世紀末本能寺之變後加入明智光秀一方，在戰敗後失去的領地，後來成為德川家康的家臣，並在關原之戰取得戰功，在此以旗本的身分獲得此地的領地，並重新建立地黃城作為治理的中心。也因此，本地在江戶時代大部分區域為旗本能勢氏的領地，西部也有部分地區為飯野藩和岡部藩的領地。
19世紀明治維新後，這些區域曾先後隸屬大阪府司農局、大阪府北司農局、攝津縣、豐崎縣、兵庫縣、半原縣，直到1871年的第一次府縣整併中，才全數被併入大阪府。
1889年實施町村制後，現在的能勢町轄區分屬東鄉村、歌垣村、田尻村、西鄉村、枳根莊村共5個行政區劃；1931年西鄉村和枳根莊村先合併為昭和村，不過隔年又更名為西能勢村，1956年西能勢村與歌垣村、田尻村合併為能勢町，1959年東鄉村也併入能勢町。

### 變遷表
| 1889年4月1日 | 1889年 - 1912年 | 1912年 - 1944年     | 1912年 - 1944年             | 1945年 - 1954年             | 1955年 - 1988年         | 1989年 - 现在 | 现在   |
| ------------ | --------------- | ------------------- | --------------------------- | --------------------------- | ----------------------- | ------------- | ------ |
| 枳根莊村     | 枳根莊村        | 1931年1月1日 昭和村 | 1932年4月1日 改名為西能势村 | 1932年4月1日 改名為西能势村 | 1956年9月30日 能势町    | 能势町        | 能势町 |
| 西鄉村       |                 | 1931年1月1日 昭和村 | 1932年4月1日 改名為西能势村 | 1932年4月1日 改名為西能势村 | 1956年9月30日 能势町    | 能势町        | 能势町 |
| 歌垣村       |                 |                     |                             |                             | 1956年9月30日 能势町    | 能势町        | 能势町 |
| 田尻村       |                 |                     |                             |                             | 1956年9月30日 能势町    | 能势町        | 能势町 |
| 東鄉村       | 東鄉村          | 東鄉村              | 東鄉村                      | 東鄉村                      | 1959年5月3日 併入能势町 | 能势町        | 能势町 |

## 交通
轄內沒有任何鐵路交通路線通過，交通主要仰賴阪急巴士所經營的路線客運。

## 教育

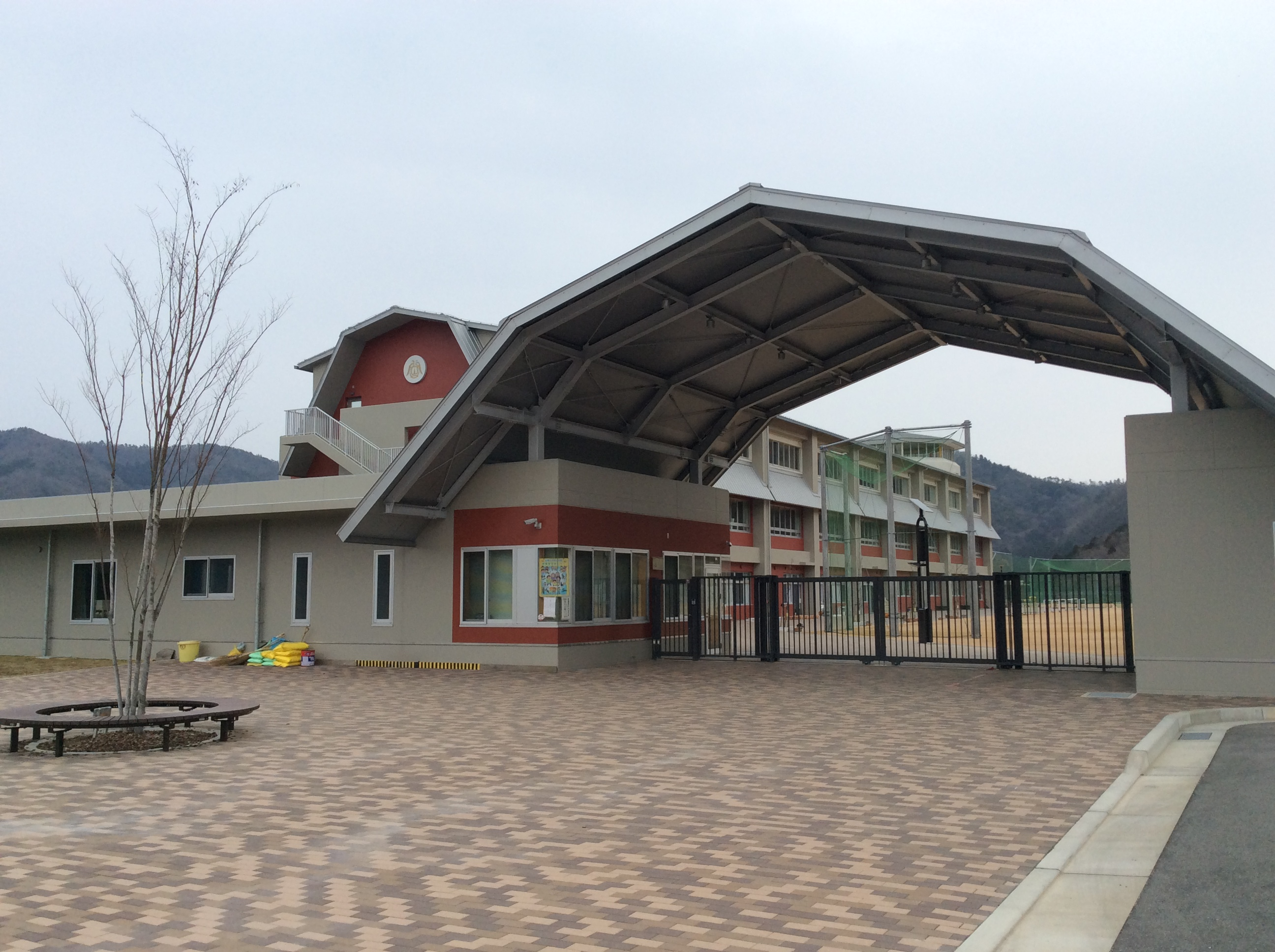
能勢町立能勢中學校、小學校

經過2015年至2016年期間的整併後，現在轄內僅有三所公立學校：大阪府立能勢高等學校、能勢町立能勢中學校、能勢町立能勢小學校。不過在大阪府的規劃下，大阪府立能勢高等學校將被轉為大阪府立豊中高等學校能勢分校。

## 姊妹、友好城市

### 日本
- 吹田市（大阪府）
兩地於2005年8月29日締結友好協定。

## 外部連結
- （日語） 能勢町的Facebook專頁